# アルメニア陸軍

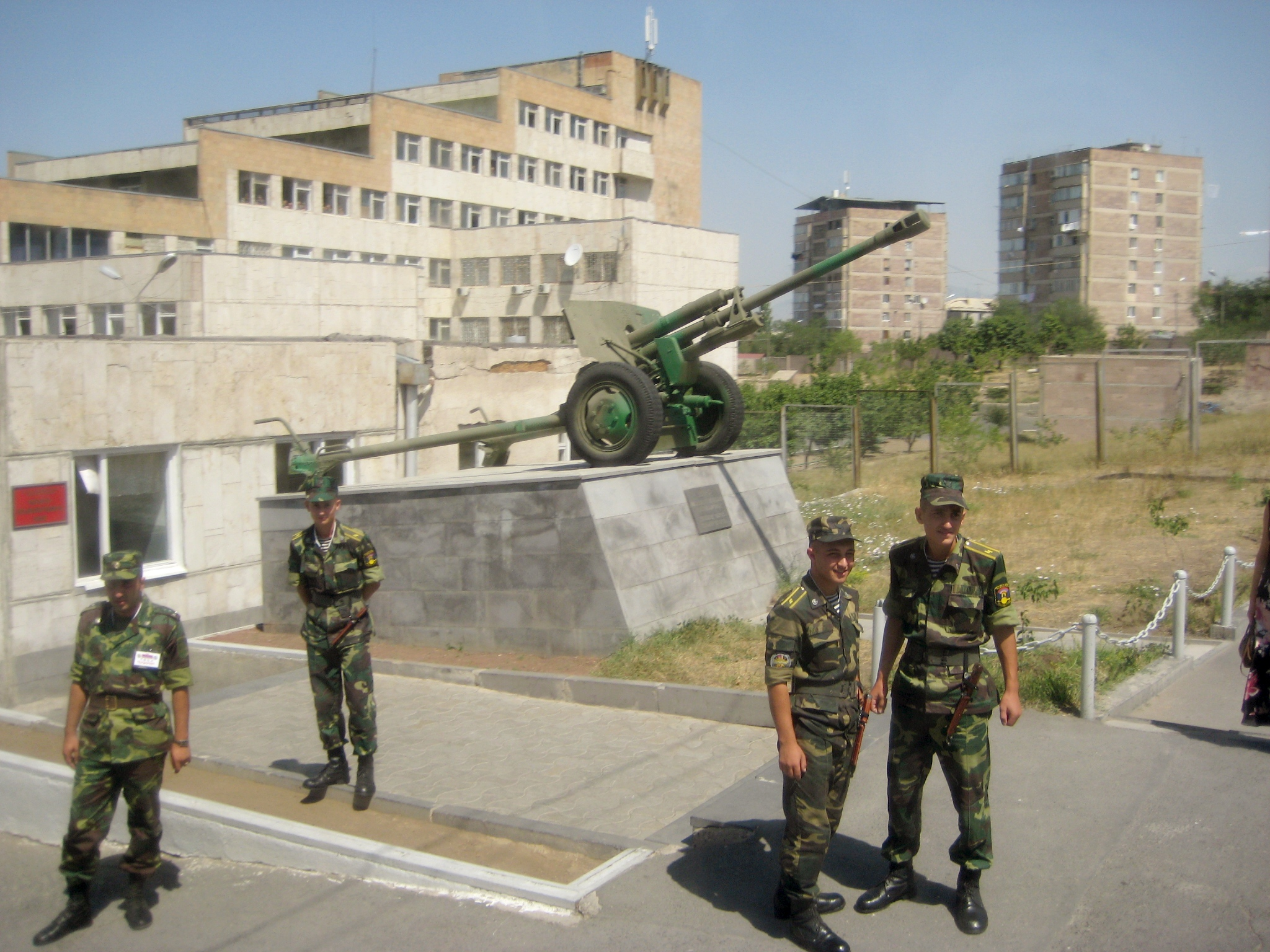
ヴァズゲン・サルキシャン軍事大学のアルメニア陸軍新兵（2008年8月）

アルメニア陸軍は、アルメニアの陸軍。アルメニア共和国軍の軍種のひとつである。

## 組織
アルメニア陸軍は、4個軍団から成り、旅団を作戦単位とする。
- 10個自動車化歩兵連隊
  - 計58自動車化狙撃大隊
- 砲兵旅団

## 装備

### 携行火器
- AK-47・AK-74アサルトライフル
- PK/PKM汎用機関銃
- NSV重機関銃
- ドラグノフ狙撃銃
- ツァスタバ M93対物ライフル[1]
- RPG-7対戦車ロケット弾発射機

### 火砲
SPG-9無反動砲
ZU-23-2対空機関砲
D-30 122mm榴弾砲 x59門
D-20 152mm榴弾砲 x34門
2A36 152mmカノン砲 x26門

### 装甲車両

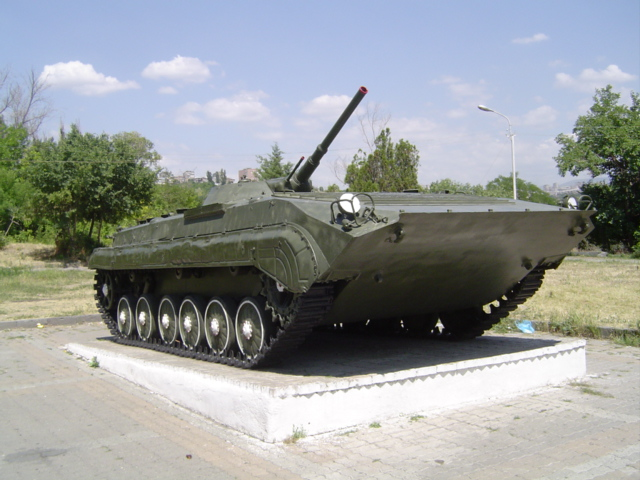
アルメニア陸軍のBMP-1

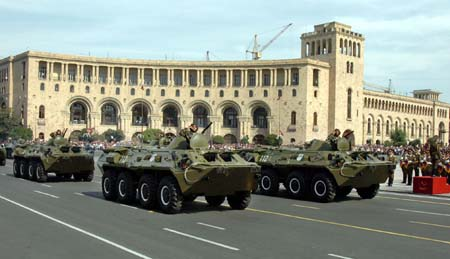
独立15周年軍事パレードで行進するBTR-70

戦車
T-90 x1両
T-80 x20両
T-72 x100両
T-54・T-55 x80両
装甲戦闘車
BMP-1 x80両
BMP-1K x20両
BMP-2 x30両
装甲兵員輸送車
BTR-60 x25両
BTR-60改 x100両
BTR-70 x21両
BTR-80 x50両
MT-LB x145両
偵察車両
BRM-1K x22両
BRDM-2 x若干
自走砲
2S3アカーツィヤ 152mm自走榴弾砲 x28両
2S1グヴォズジーカ 122mm自走榴弾砲 x10両
ZSU-23-4
自走対戦車誘導弾複合体9P119「シュトゥルム-S」 x13両
多連装ロケット発射装置WM-80 x14両
多連装ロケット発射装置BM-21「グラード」 x50両

### 誘導兵器
対戦車ミサイル
9M113 / AT-5
地対空ミサイル
2K11 / SA-4中高度対空ミサイル
2K12 / SA-6中高度対空ミサイル
S-75 / SA-2高々度対空ミサイル
S-125 / SA-3中高度対空ミサイル
9K33 / SA-8低高度対空ミサイル
9K35 / SA-13低高度対空ミサイル
9K32 / SA-7携行地対空ミサイル
野戦対空レーダー
P-40
P-15
P-12